# Libro aperto (dipinto)
Il Libro aperto è un dipinto a olio su tavola (70,2x65 cm) di scuola tedesca del XVI secolo, databile al 1500-1525 circa e conservato nella Galleria degli Uffizi a Firenze.

## Storia e descrizione
L'opera, una delle più antiche nature morte conservate agli Uffizi, apparteneva probabilmente alle raccolte del principe Mattias de' Medici, amante delle pitture di genere, ed è infatti citata nella villa di Lappeggi, dove risiedeva alla metà del Seicento, in un inventario del 1669, come "il ritratto un libro, in Cartapecora". L'opera aveva un pendant con un altro libro, un messale, dalle cinghie a destra di cui esistono varie repliche in collezioni private, ma di cui si è apparentemente perduto l'originale.
Sterling ipotizzò che i due pannelli fossero gli sportelli di una libreria.

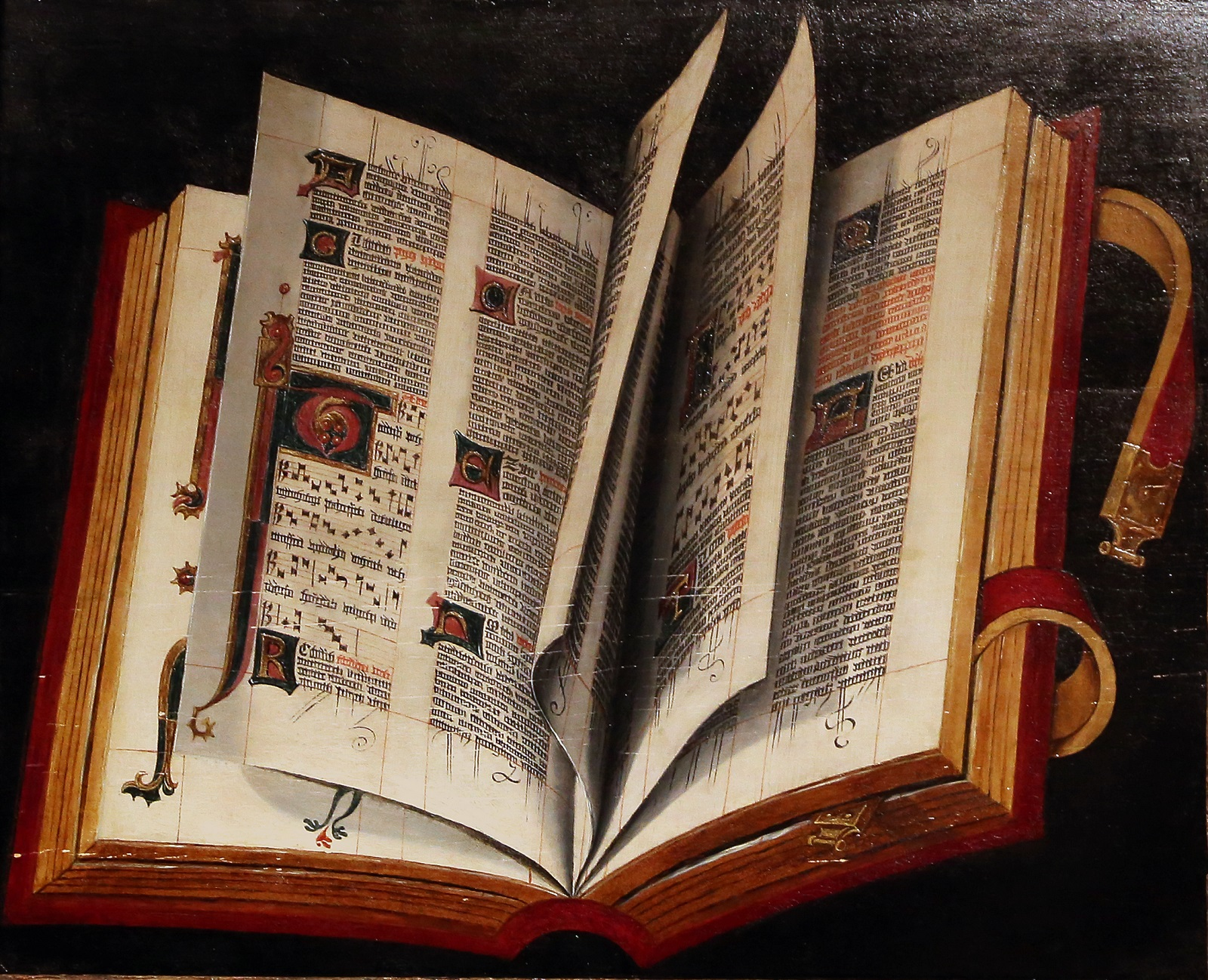
Messale aperto in collezione privata